# Discriminante fundamental
Em matemática, um discriminante fundamental D é um invariante inteiro na teoria das formas quadráticas binárias integrais. Se Q(x, y) = ax2 + bxy + cy2 for uma forma quadrática com coeficientes inteiros, então D = b2 − 4ac é o discriminante de Q(x, y). Por outro lado, todo inteiro D com D ≡ 0, 1 (mod 4) é o discriminante de alguma forma quadrática binária com coeficientes inteiros. Sendo assim, todos esses inteiros são referidos como discriminantes na teoria.
Existem condições de congruência explícitas que fornecem o conjunto de discriminantes fundamentais. Especificamente, D é um discriminante fundamental se, e somente se, uma das seguintes afirmações for verdadeira:
- D ≡ 1 (mod 4) e livre de quadrados,
- D = 4m, em que m ≡ 2 ou 3 (mod 4) e m é livre de quadrados.

Os primeiros dez discriminantes fundamentais positivos são:
1, 5, 8, 12, 13, 17, 21, 24, 28, 29, 33 (sequência A003658 na OEIS).
Os primeiros dez discriminantes fundamentais negativos são:
−3, −4, −7, −8, −11, −15, −19, −20, −23, −24, −31  (sequência A003657 na OEIS).

## Conexão com corpos quadráticos
Há uma conexão entre a teoria das formas quadráticas binárias integrais e a aritmética dos corpos de números quadráticos. Uma propriedade básica desta conexão é que D0 é um discriminante fundamental se, e somente se, D0 = 1 ou D0 é o discriminante de um corpo de número quadrático. Há exatamente um corpo quadrático para cada discriminante fundamental D 0 ≠ 1, a menos de isomorfismo.
Esta é a razão pela qual alguns autores consideram 1 não ser um discriminante fundamental. Pode-se interpretar D0 = 1 como o corpo "quadrático" degenerado Q (os números racionais).

## Fatoração
Os discriminantes fundamentais também podem ser caracterizados por sua fatoração em potências de primos positivas e negativas. Defina o conjunto
{\displaystyle S=\{-8,-4,8,-3,5,-7,-11,13,17,-19,\;\ldots \}}
formado por -8, -4, 8 e números primos ímpares, os primos ímpares ≡ 1 (mod 4) são positivos e os ≡ 3 (mod 4) são negativos. Então, um número D0 ≠ 1 é um discriminante fundamental se, e somente se, for o produto de fatores coprimos entre si de S.